# Лужки (деревня, Москва)
Лужки — деревня в Троицком административном округе Москвы  (до 1 июля 2012 года в составе Подольского района Московской области). Входит в состав поселения Михайлово-Ярцевское.

## Население
Согласно Всероссийской переписи, в 2002 году в деревне проживало 20 человек (9 мужчин и 11 женщин). По данным на 2005 год в деревне проживало 5 человек.

## Расположение
Деревня Лужки расположена на левом берегу Пахры примерно в 27 км к западу от центра города Подольска. Ближайшие населённые пункты — деревня Сенькино-Секерино и посёлок Секерино. В 2,5 км к северо-востоку от деревни проходит Московское малое кольцо.

## Территории,улицыимикрорайоны(поКЛАДР РФ)
Территории, перечисленные ниже, на самом деле географически могут и не находиться внутри самой деревни, а бывают разбросаны вокруг неё, на площади в несколько квадратных километров, в границах поселения Михайлово-Ярцевского. Тем не менее, по КЛАДР все они классифицируются, как улицы деревни Лужки, а в названии содержат слово Территория или Микрорайон. Так как эти территории возникали и благоустраивались под началом инициативных групп (правлений СНТ, правлений ДСК, Дирекций КП и т.п.), то исторически сложилось, что в границах каждой из этих территорий обычно присутствует Территориальное общественное самоуправление:
- Озерная Улица
- СНТ Лужки Территория
- Солнечный город-1 Микрорайон
- Солнечный город-2 Микрорайон
- Солнечный город-3 Микрорайон